# Província d'Òlbia-Tempio
La província d'Òlbia-Tempio (en italià, provincia di Olbia-Tempio; en sard, provìntzia de Terranòa-Tèmpiu i, en gal·lurès, pruvìncia di Tarranóa-Tèmpiu) és una antiga província de la regió de Sardenya a Itàlia. Limitava a l'oest amb la província de Sàsser i al sud amb la província de Nuoro. Tenia 26 municipis amb una població de 154.019 habitants (el 9,2% de la població sarda) i una extensió de 3.397 km² (el 14,1% del territori sard). Les seves capitals eren Òlbia i Tempio Pausania.

## Territori
El territori coincidia amb la regió històrica de Gal·lura (llevat els municipis de Viddalba i Erula, dins la província de Sàsser), inclosa la costa nord-oriental de Sardenya (Costa Smeralda) i l'arxipèlag de la Maddalena. També comprenia la part septentrional de la regió històrica de Montacuto, una petita part de la Baronia i el vessant oriental del llac del Coghinas.

## Creació i desaparició
Arran de la llei regional núm. 9 Arxivat 2009-10-16 a Wayback Machine. del 2001 i altres integracions, es va procedir a efectuar una nova divisió territorial de la Regió Autònoma de Sardenya, que ha fet augmentar el nombre de províncies de quatre a vuit. Les modificacions han estat operatives a partir de maig de 2005, quan se celebraren les eleccions per a renovar tots els Consells provincials. La nova província es formà amb 26 municipis:
- Provinents de la província de Sàsser: Aggius, Aglientu, Alà dei Sardi, Arzachena, Badesi, Berchidda, Bortigiadas, Buddusò, Calangianus, Golfo Aranci, La Maddalena, Loiri Porto San Paolo, Luogosanto, Luras, Monti, Òlbia, Oschiri, Padru, Palau, Sant'Antonio di Gallura, Santa Teresa Gallura, Telti, Tempio Pausania, Trinità d'Agultu i Vignola.
- Provinents de la província de Nuoro: Budoni i San Teodoro.

La província va desaparèixer al 2016 amb la nova ordenació regional de l'illa de Sardenya. Tots el municipis tornaren a la província de Sàsser.

## Política
En les eleccions del 23 de maig de 2005, fou elegida com a primera presidenta provincial Anna Pietrina Murrighile (de Progetto Sardegna), que es presentà dins la llista Gallura unita (formada per Socialistes Democràtics Italians, Itàlia dels Valors i Rifondazione Comunista), amb suport del centreesquerra (L'Unione) i del Partit Sard d'Acció. 

Anna Murrighile va batre, amb 38.757 vots (51,9%), Livio Fideli (Forza Italia), que n'havia obtingut 35.936 vots (48,1%). 

Els 24 consellers elegits foren: Forza Italia 5, Demòcrates d'Esquerres 5, La Margherita 4, UDC 2, Alleanza Nazionale 2, Gallura unita 2, Popolari-UDEUR 2, Riformatori Sardi 1, Partit Sard d'Acció 1. 

Ni el Moviment Popolar de Tutela Ambiental i de la Cacera (4,4% en la primera volta), ni Fortza Paris (3,6%), ni el Nou PSI (2,5%) no van obtenir consellers, ni tampoc IRS (Indipendèntzia Repùbrica de Sardigna), Sardigna Natzione ni el PRI.

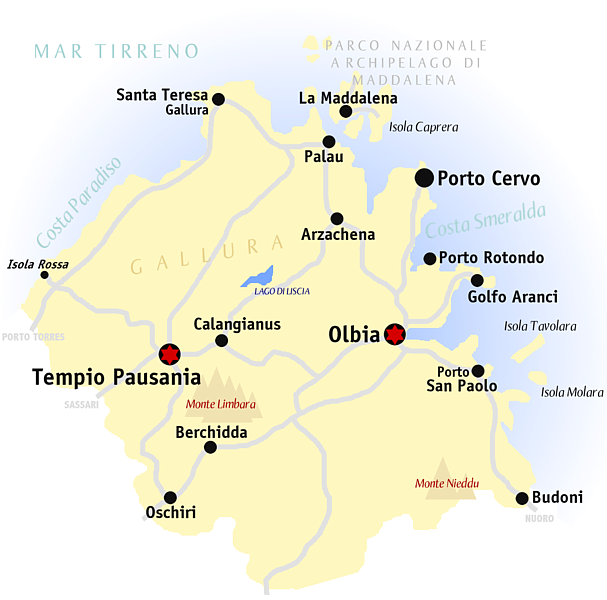
Mapa de la província.

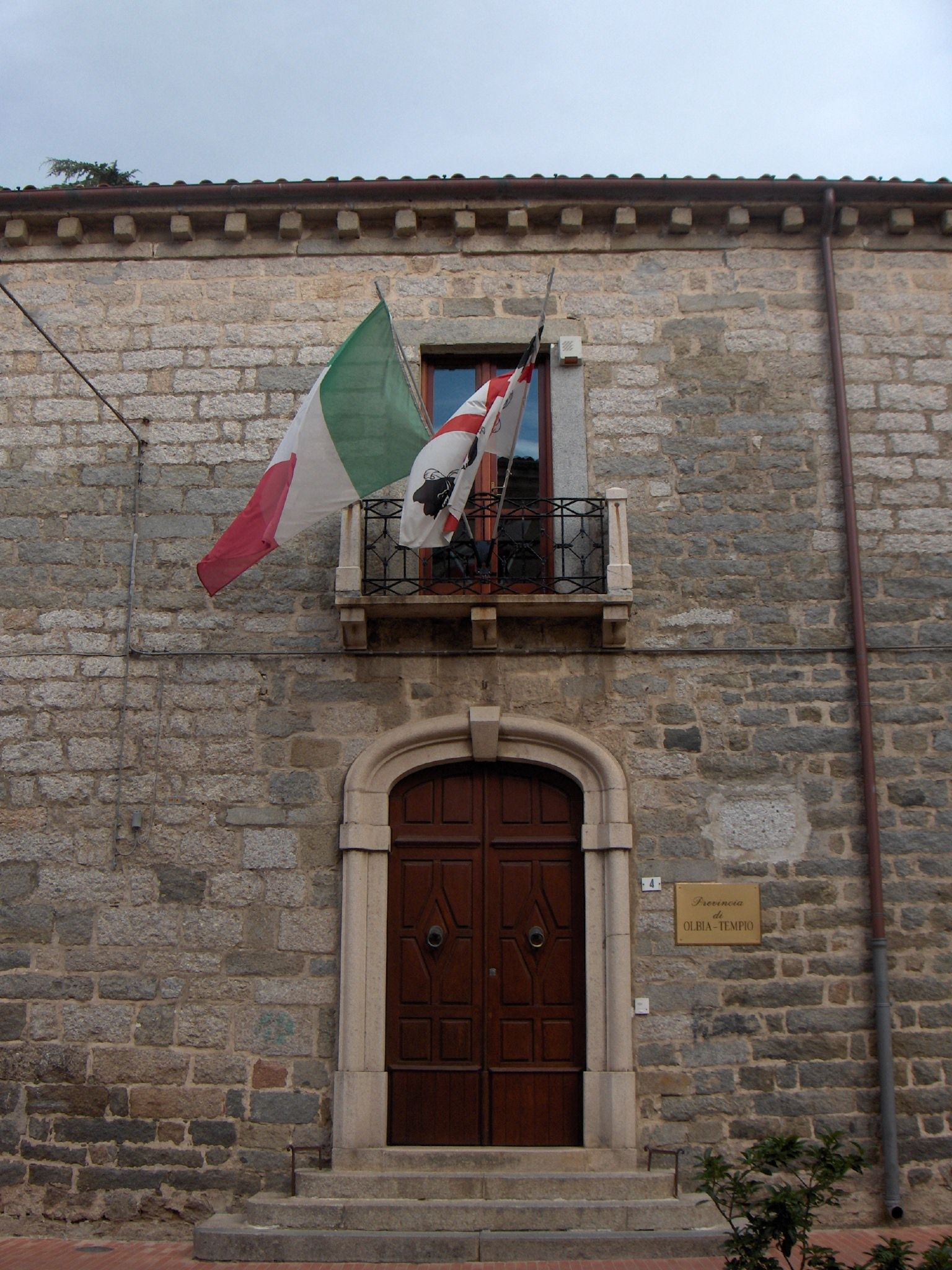
Palau provincial, a Tempio Pausania.

## Municipis principals
| Pos. | Municipi             | Població |
| ---- | -------------------- | -------- |
| 1    | Òlbia                | 54.095   |
| 2    | Tempio Pausania      | 14.239   |
| 3    | Arzachena            | 12.863   |
| 4    | La Maddalena         | 11.674   |
| 5    | Santa Teresa Gallura | 5.176    |
| 6    | Budoni               | 4.800    |
| 7    | Calangianus          | 4.455    |
| 8    | Palau                | 4.427    |
| 9    | San Teodoro          | 4.130    |
| 10   | Buddusò              | 4.028    |